# Allan McNish
Allan McNish (* 29. prosince 1969, Dumfries, Skotsko) je britský automobilový závodník.

## Kariéra před a po Formuli 1
Svou kariéru započal závoděním na motokárách. Později přešel před Formuli Ford a Formuli 3 do Formule 3000. Svého největšího úspěchu dosáhl v roce 1998, když vyhrál 24 hodin Le Mans a v roce 2004, kdy zvítězil na Sebringu ve vytrvalostním závodě.
Kromě toho vyhrál v roce 2004 společně s Pierrem Kafferem závod na 1000 km na okruhu Nürburgring. V roce 2005 závodil za Audi v DTM. Roku 2006 opět zvítězil na okruhu Sebrin a obsadil třetí pozici v 24 hodinovce Le Mans. Rok 2008 pro Allana McNishen znamenal opět velký úspěch, když podruhé v kariéře spolu s Tomem Kristensenem a Rinaldem Capellem vyhrál 24 hodin Le Mans s týmem Audi. V roce 2009 si tento skotský pilot připsal již třetí vítězství na Sebringu.

## Formule 1

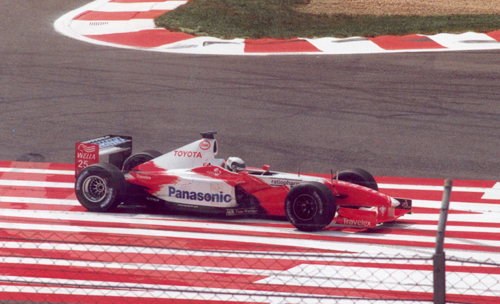
Allan McNish při velké ceně Fracie v roce 2002

Ve Formuli 1 dlouho působil pouze jako testovací pilot různých týmů (McLaren, Benneton a Stewart). V roce 2001 pomáhal při testování budoucího týmu F1 Toyota. Pro sezonu 2002 jej angažoval nový tým Toyota F1, ale přestože se McNishovi splnil životní sen, tak nedokázal ani jednou bodovat a nejlépe se umístil na 7. místě. Pro rok 2003 se přesunul do stáje Renault F1, kde se stal náhradním a testovacím jezdcem. Po celou sezonu jezdil v pátečních volných trénincích.

## Kompletní výsledky ve Formuli 1
| Legenda k tabulce | Legenda k tabulce                                                                       |
| Barva             | Výsledek                                                                                |
| ----------------- | --------------------------------------------------------------------------------------- |
| Zlatá             | Vítěz                                                                                   |
| Stříbrná          | 2. místo                                                                                |
| Bronzová          | 3. místo                                                                                |
| Zelená            | Bodované umístění                                                                       |
| Modrá             | Nebodované umístění                                                                     |
| Modrá             | Dokončil neklasifikován (NC)                                                            |
| Fialová           | Odstoupil (Ret)                                                                         |
| Červená           | Nekvalifikoval se (DNQ)                                                                 |
| Červená           | Nepředkvalifikoval se (DNPQ)                                                            |
| Černá             | Diskvalifikován (DSQ)                                                                   |
| Bílá              | Nestartoval (DNS)                                                                       |
| Bílá              | Závod zrušen (C)                                                                        |
| Světle modrá      | Pouze trénoval (PO)                                                                     |
| Světle modrá      | Páteční testovací jezdec (TD)                                                           |
| Bez barvy         | Netrénoval (DNP)                                                                        |
| Bez barvy         | Vyřazen (EX)                                                                            |
| Bez barvy         | Nepřijel (DNA)                                                                          |
| Bez barvy         | Odvolal účast (WD)                                                                      |
| Bez barvy         | Nezúčastnil se (prázdné)                                                                |
| Označení          | Význam                                                                                  |
| Tučnost           | Pole position                                                                           |
| Kurzíva           | Nejrychlejší kolo                                                                       |
| †                 | Jezdec nedojel do cíle, ale byl klasifikován, protože odjel více než 90 % délky závodu. |
| ‡                 | Byl udělován poloviční počet bodů, protože bylo odjeto méně než 75 % délky závodu.      |
| Horní index       | Umístění bodujících jezdců ve sprintu                                                   |

| Rok  | Tým                        | Šasi         | Motor       | 1       | 2      | 3       | 4       | 5      | 6      | 7       | 8       | 9      | 10      | 11     | 12      | 13     | 14     | 15      | 16     | 17      | Body | Umístění  |
| ---- | -------------------------- | ------------ | ----------- | ------- | ------ | ------- | ------- | ------ | ------ | ------- | ------- | ------ | ------- | ------ | ------- | ------ | ------ | ------- | ------ | ------- | ---- | --------- |
| 2002 | Panasonic Toyota Racing    | Toyota TF102 | Toyota V10  | AUS Ret | MAL 7  | BRA Ret | SMR Ret | ESP 8  | AUT 9  | MON Ret | CAN Ret | EUR 14 | GBR Ret | FRA 11 | GER Ret | HUN 14 | BEL 9  | ITA Ret | USA 15 | JPN DNS | 0    | 19. místo |
| 2003 | Mild Seven Renault F1 Team | Renault R23  | Renault V10 | AUS TD  | MAL TD | BRA TD  | SMR TD  | ESP TD | AUT TD | MON TD  | CAN TD  | EUR TD | FRA     |        |         |        |        |         |        |         | -    | -         |
| 2003 | Mild Seven Renault F1 Team | Renault R23B | Renault V10 |         |        |         |         |        |        |         |         |        |         | GBR TD | GER TD  | HUN TD | ITA TD | USA TD  | JPN TD |         | -    | -         |